# Cot Paya (Baktiya Barat)
Cot Paya is een bestuurslaag in het regentschap Aceh Utara van de provincie Atjeh, Indonesië. Cot Paya telt 202 inwoners (volkstelling 2010).